# آپودی
آپودی (به پرتغالی: Apodi, Rio Grande do Norte) یکی از شهرستان های برزیل است که در ریو گرانده شمالی واقع شده‌است.